# Паїсієво
Паї́сієво (болг. Паисиево) — село в Силістринській області Болгарії. Входить до складу общини Дулово.

## Населення
За даними перепису населення 2011 року у селі проживали 855 осіб.
Національний склад населення села:
| Національність   | Кількість осіб | Відсоток |
| ---------------- | -------------- | -------- |
| турки            | 762            | 94,5%    |
| болгари          | 41             | 5,1%     |
| цигани           | 3              | 0,4%     |
| інша             | 0              | 0%       |
| не визначились   | 0              | 0%       |
| Всього відповіли | 806            |          |

Розподіл населення за віком у 2011 році:
Динаміка населення: